# Labéjan
Labéjan è un comune francese di 293 abitanti situato nel dipartimento del Gers nella regione dell'Occitania.

## Storia

### Simboli
Lo stemma comunale è stato adottato il 16 ottobre 2024. L'inquartato d'oro e di rosso è l'emblema dell'Astarac. Il grano rappresenta l'agricoltura, la mucca l'allevamento dei bovini, la quercia i boschi che circondano il paese. La croce occitana è il simbolo della regione storica del Midi-Pirenei.

## Società

### Evoluzione demografica
Abitanti censiti